# Умайта (Парагвай)
Умайта́ (исп. Humaitá или Puerto de Humaitá) — населённый пункт в Парагвае, в департаменте Ньеэмбуку.
Население: 1894 (2012 4. Архивировано из оригинала 30 сентября 2007 года.).
Мэр (2008): Федерико Цезаре Дельградо (Federico Cáceres Delgado).
Находится на берегу реки Парагвай (высота 44 метра над уровнем моря), примерно в 413 км от Асунсьона.

## Топонимика
Слово Умайта состоит из слов «yma» (гуарани — «старый») и «itá» (гуарани — «камень»).

## Погода
Умайта расположен в тропиках. Средняя температура зимой: 0 °C, летом +40 °C.

## История
Умайта основан в 1778 году португальцем Педру Мелу (Pedro Melo de Portugal).
Во время войны Тройственного альянса город стал известен благодаря многомесячной обороне своей крепости, которая закрывала бразильцам путь по реке Парагвай к столице страны Асунсьону.
Сохранившиеся до сих пор (2009) руины крепости Умайта изображались на парагвайских почтовых марках, а также на банкнотах и монетах в 100 гуарани.

## Экономика

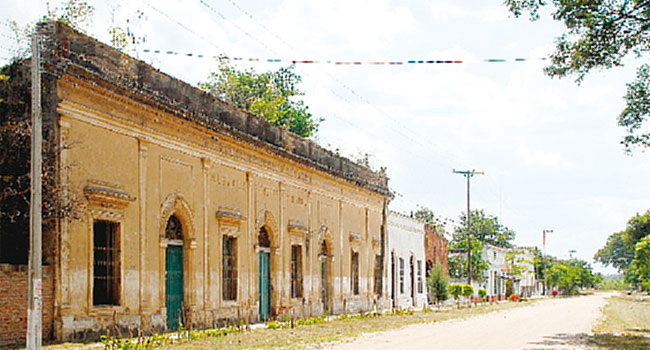
Старые дома Умайта

Большинство населения Умайта заняты в сельском хозяйстве и рыболовстве.
В городе, имеющем множество архитектурных памятников XVIII—XIX веков, развит туризм.